# アルト・ペルー

アルト・ペルー
Alto Perú (スペイン語)

国の標語: Plus Ultra（ラテン語）
更なる前進国歌: Marcha Real（スペイン語）
国王行進曲
Himno de Riego（スペイン語）
リエゴ賛歌
アルト・ペルーの領域

アルト・ペルー（Alto Perú）とはペルー副王領とリオ・デ・ラ・プラタ副王領に存在した行政概念で、ほとんど現在のボリビアと領域が一致する。高地ペルーとも呼ぶ。
- ポトシ（現在のポトシ県に相当）
- コチャバンバ（現在のコチャバンバ県に相当）
- チュキサカ（チャルカスとも）（現在のチュキサカ県に相当）
- ラパス（現在のラパス県に相当）

の4地域より成立した。
独立に際し、かつて同一の行政区画を構成していたペルー共和国やアルゼンチンに併合されることを嫌がった支配層は、シモン・ボリーバルに懇願してペルーともアルゼンチンとも異なる単一の独立国としてアルト・ペルーが独立することを望んだ。その望みは叶えられ、アルト・ペルー議会はボリーバルにちなんで国名をボリビアとした。